# Giorgio Domenico Fossati
Giorgio Domenico Fossati (Morcote, 31 luglio 1705 – Venezia, 4 settembre 1785) è stato un architetto, incisore e scrittore svizzero italiano.
Non particolarmente valutato dalla storiografia moderna per l'esiguità dei lavori architettonici, risulta invece importante come divulgatore – sia con le incisioni che con i testi – della cultura del nascente neoclassicismo.

## Biografia
Nacque a Morcote nel Canton Ticino, cittadina originaria di diversi altri architetti già operanti a Venezia, da Pier Angelo – anch'esso architetto – e Maria Domenica Rippa Ferro. Appena undicenne, nel 1716, raggiunse il padre a Venezia iniziando a collaborare con lui per Domenico Rossi. Dopo la morte del genitore, nel 1724, dapprima continuò la collaborazione con Rossi ma nel 1726 tornò in patria per sposarsi con Felicita Caccia da cui ebbe quattro figli. Il soggiorno svizzero fu intervallato da diversi viaggi di lavoro a Venezia e anche a Milano.
Nel 1739 tornò a stabilirsi definitivamente a Venezia dove nel 1743 fu prescelto come proto della Scuola Grande di San Rocco. Nel frattempo continua il lavoro, già iniziato a Morcote, di pubblicazione delle opere del Palladio, in certo periodo anche in collaborazione con Francesco Muttoni oltre a dare alla luce diverse altre opere destinate al mercato internazionale.
Tra le opere architettoniche è da segnalare la ricostruzione di un complesso di appartamenti a San Stin secondo i criteri della ragione propugnati dal Visentini con reminiscenze tardo barocche solo nel portale d'entrata. Eseguì anche diversi lavori di restauro tra cui quello del Palazzo della Ragione di Padova, lesionato da un fulmine.
Più sfortunata fu la vicenda della facciata della chiesa di San Rocco, dove il suo progetto fu parzialmente intrapreso nel 1756 poi interrotto e infine abbandonato, con anche la demolizione di quanto già costruito, per affidarne l'incarico a Bernardino Maccaruzzi.
Nel frattempo aveva ricevuto l'incarico (1750) per la costruzione del campanile di Fiesso d'Artico, poi qui sistemerà anche l'interno della chiesa, e per la ricostruzione (1758) della parrocchiale di Valnogaredo.
Fra le sue attività come scenografo sono da segnalare gli addobbi per la regata del 1764 in ricevimento a Venezia del duca di York Edoardo Augusto e i carri allegorici per il ricevimento dei conti del Nord nel 1782.